# Jeremy Cronin
Jeremy Cronin est un homme politique, écrivain et poète sud-africain, né le 12 septembre 1949 au Cap.
Militant politique de longue date, il est membre du Parti communiste sud-africain (SACP) et membre du comité exécutif national du Congrès national africain (ANC). Député au Parlement (1999-2019), il est ministre-adjoint aux travaux publics du 13 juin 2012, au 25 mai 2019.

## Biographie
Jeremy Cronin grandit dans une famille catholique romaine de la classe moyenne, dans la commune de Rondebosch, banlieue du Cap (Afrique du Sud). Durant son adolescence, il envisage un temps de devenir prêtre. Après son service militaire, qu'il effectue dans la marine, il obtient en 1968 une bourse pour étudier à l'Université du Cap. Là, il devient membre d'un mouvement étudiant radical puis adhère au Parti communiste sud-africain (SACP), alors interdit. Au début des années 1970, il suit des cours de maîtrise en philosophie en France, à la Sorbonne, puis retourne en Afrique du Sud où il devient lecteur au département de philosophie de l'Université du Cap.

## Militantisme et emprisonnement
Le travail de Jeremy Cronin au département de la propagande du SACP attire l'attention du Bureau de la sécurité de l'État (South African Bureau of State Security (en)) ; il est arrêté sous le chef d'accusation de terrorisme aux termes du Suppression of Communism Act, 1950, une loi interdisant le parti communiste en Afrique du Sud, et déféré devant la Cour suprême du Cap en septembre 1976. Les charges retenues comprennent la conspiration entre le parti communiste sud-africain et l'ANC, organisation elle aussi interdite à l'époque, ainsi que la rédaction et la diffusion de brochures au nom de ces organisations. Jeremy Cronin plaide coupable de toutes les charges et est condamné à une peine de sept ans de prison (1976-1983), qu'il effectue à Pretoria. Sa femme, Anne Marie, décède d'une tumeur au cerveau durant cet emprisonnement.

## Poésie
Son premier recueil de poésie, intitulé Inside, est publié en 1984, après sa libération. Il publie en 2006 un nouveau recueil intitulé More Than A Casual Contact. Il est l'auteur d'un poème remarqué, dont le titre est en sesotho, Motho Ke Motho Ka Batho Babang,,, ce qui veut dire (traduction libre) « l'homme est un homme à cause des autres hommes ».

### Recueils de poèmes
- More than a Casual Contact (2006)
- Inside and Out (1999)
- Even the Dead: Poems, Parables and a Jeremiad (1997)

## Politique
Après sa libération, Jeremy Cronin travaille au Front démocratique uni, fondé en 1983, comme responsable d'édition du journal Isiwe (« La Nation »). Il est aussi impliqué dans diverses activités d'éducation populaire. À la fin des années 1980, le harcèlement des forces de sécurité le force à quitter l'Afrique du Sud ; il se rend à Londres, puis à Lusaka, en Zambie, où il travaille en étroite collaboration avec Joe Slovo, à l'alliance entre l'ANC et le SACP. Il lit, à la conférence commémorative consacrée à Chris Hani, un texte intitulé « Pourquoi l'Afrique du Sud ne sera jamais comme le Zimbabwe » (Why South Africa will never be like Zimbabwe), à Durban, le 4 mai 2008.
Le 10 mai 2009, le président Jacob Zuma le nomme ministre adjoint aux transports. Le 13 juin 2012 il est nommé ministre adjoint aux travaux publics, fonction qu'il exerce jusqu'au 25 mai 2019, au sein du premier gouvernement dirigé par Cyril Ramaphosa.